# Сердобськ
Сердобськ — місто (з 1780 року), адміністративний центр Сердобського району, Пензенська область, Росія.
Місто розташоване на півдні Пензенської області, його площа складає 28,42 км². Розташоване на південь від Керенсько-Чембарської височини, в Хоперському степовому районі.
Населення — 32 986.

## Фізико-географічна характеристика
Місто розташоване за 111 км на північний захід від Пензи на р. Сердоба.

### Часовий пояс
Географічно Сердобськ розташовано точно в центрі третього часового поясу (45° с. д.) і входить в годинну зону, позначену за міжнародним стандартом як Moscow Time Zone (MSK). Зсув відносно Всесвітнього координованого часу UTC становить +3:00.

### Клімат
Клімат помірно континентальний. Зима в Сердобську помірно холодна і тривала, триває з початку листопада по кінець березня, найхолодніший місяць — лютий із середньою температурою -9,1 °C. Літо тепле, триває з кінця травня по початок вересня, середня температура липня 20,4 °C. Середньорічна температура 5,5 °C. Клімат близький до московського, але континентальність вища, а опадів випадає менше.